# 2010年冬季奥林匹克运动会捷克代表团
2010年冬季奧林匹克運動會捷克代表團是捷克所派出的2010年冬季奧林匹克運動會代表團，共有92名運動員參與13個項目的賽事。這是該國史上規模最龐大的代表團，捷克隊參加了除冰壺、鋼架雪車和女子冰球外的大多數項目的比賽。亞羅米爾·亞格爾擔任開幕典禮進場的掌旗官。